# ZNF571
ZNF571‏ (Zinc finger protein 571, isoform CRA_a) هوَ بروتين يُشَفر بواسطة جين ZNF571 في الإنسان.ZNF571 (Zinc finger protein 571) هو جين يُشفِّر بروتينًا يحتوي على مجال "الأصابع الزنكية" (Zinc finger domain)، وهو هيكل بروتيني يسمح للبروتين بالارتباط بالجزيئات النووية، مثل الحمض النووي، وبالتالي يعمل كعامل نسخ (transcription factor). عادةً، البروتينات التي تحتوي على "الأصابع الزنكية" تلعب دورًا في تنظيم التعبير الجيني عن طريق التحكم في عمليات النسخ (تحويل الحمض النووي إلى الحمض النووي الريبي).على الرغم من أن ZNF571 ليس معروفًا بقدر كبير من التفاصيل مقارنة ببعض البروتينات الأخرى من عائلة الأصابع الزنكية، إلا أن هذه العائلة بشكل عام تشارك في عدد من العمليات البيولوجية الهامة مثل التطور الجنيني، التمايز الخلوي، وتنظيم دورة الخلية.ZNF571 يمكن أن يرتبط بأمراض إذا حدثت طفرات فيه أو تغير في التعبير عنه، حيث أن العديد من عوامل النسخ لها دور في عمليات مثل السرطان أو اضطرابات النمو.